# Polygala alpicola
Polygala alpicola är en jungfrulinsväxtart som beskrevs av Franz Josef Ivanovich Ruprecht. Polygala alpicola ingår i släktet jungfrulinssläktet, och familjen jungfrulinsväxter. Inga underarter finns listade i Catalogue of Life.